# Martin Verkerk
Martin Verkerk (Leidendorp, 31 de Outubro de 1978) é um ex-tenista profissional holandês, seu melhor ranking de simples de N. 14 e de N. 63 em duplas.
Sem dúvida o ponto alto da carreira de Verkerk, foi a final de Roland Garros de 2003, onde chegou a sua primeira e única final da carreira, sendo derrotada pelo espanhol Juan Carlos Ferrero, conquistou dois torneios ATP, ainda representou a Equipe Neerlandesa de Copa Davis, se aposentou em 2008.

## Grand Slam finais

### Simples (1 Vice)
| Resultado | Ano  | Campeonato    | Oponente na Final   | Placar da Final |
| Vice      | 2003 | Roland Garros | Juan Carlos Ferrero | 1–6, 3–6, 2–6   |

## ATP Tour Títulos

### Simples 4 (2-2)
| Legenda (Simples)                                             |
| Grand Slam tournaments (0)                                    |
| Tennis Masters Cup / ATP World Tour Finals (0)                |
| ATP Masters Series / ATP World Tour Masters 1000 (0)          |
| ATP International Series Gold / ATP World Tour 500 Series (0) |
| ATP International Series / ATP World Tour 250 Series (2)      |

| Resultado | N. | Data            | Torneio                  | Piso        | Oponente            | Placar             |
| Campeão   | 1. | 27 Janeiro 2003 | Milan, Itália            | Carpete (i) | Yevgeny Kafelnikov  | 6–4, 5–7, 7–5      |
| Vice      | 1. | 27 Maio 2003    | Aberto da França, França | Saibro      | Juan Carlos Ferrero | 1–6, 3–6, 2–6      |
| Vice      | 1. | 1 Maio 2004     | Munique, Alemanha        | Saibro      | Nikolay Davydenko   | 4–6, 5–7           |
| Campeão   | 2. | 12 Julho 2004   | Amersfoort, Holanda      | Saibro      | Fernando González   | 7–6(7–5), 4–6, 6–4 |